# روي دي أوليفيرا
روي دي أوليفيرا (بالبرتغالية: Ruy de Oliveira) (مواليد 1 فبراير 1953) هو سبّاح برازيلي، مثّل بلاده في الألعاب الأولمبية الصيفية 1972.

## روابط خارجية
روي دي أوليفيرا على موقع الاتحاد الدولي للسباحة (الإنجليزية)
- روي دي أوليفيرا على موقع SwimRankings.net (الإنجليزية)
- روي دي أوليفيرا على موقع اللجنة الأولمبية الدولية (الإنجليزية)
- روي دي أوليفيرا على موقع أوليمبيديا (الإنجليزية)